# Fresekenhof

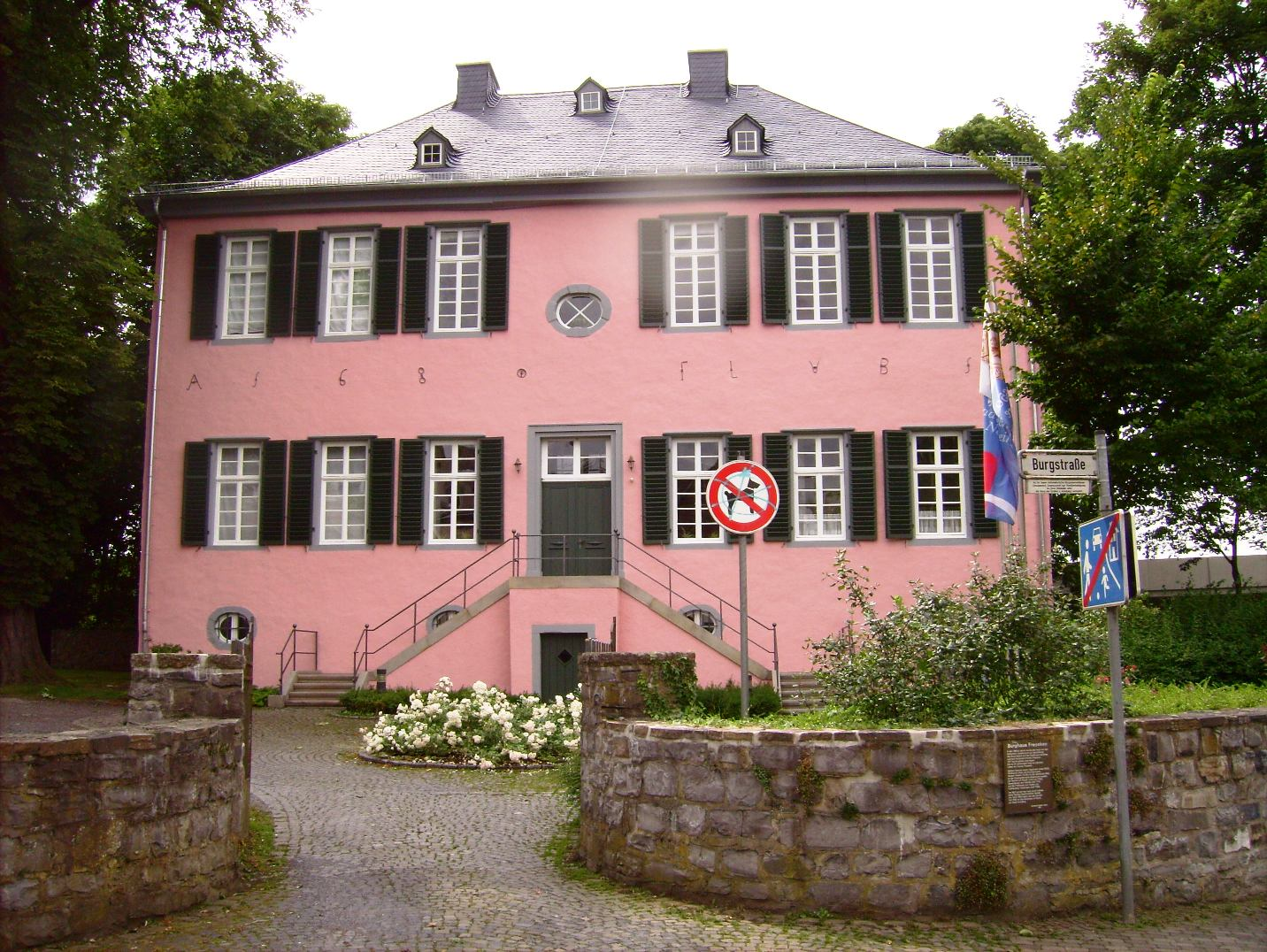
Fresekenhof in Neheim

Der Fresekenhof ist ein ehemaliges, ursprünglich aus dem 14. Jahrhundert stammendes und im 17. Jahrhundert neu errichtetes Burgmannenhaus in Neheim.

## Gebäude

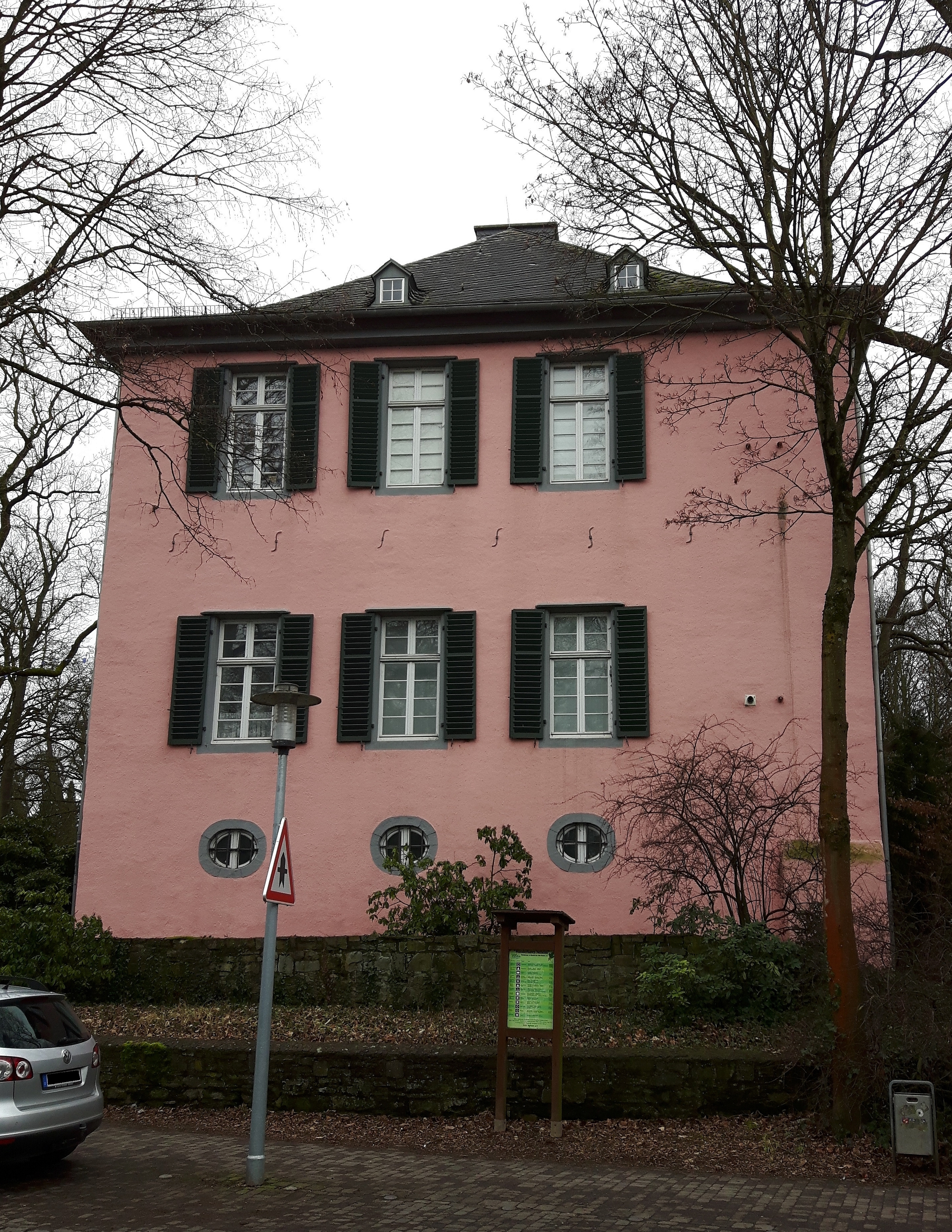
Seitenansicht

Das Gebäude stammt ursprünglich aus den 1360er Jahren. Vor dem Hintergrund kriegerischer Auseinandersetzungen zwischen der Grafschaft Arnsberg und der Grafschaft Mark wurden zu dieser Zeit die Befestigungsanlagen der Neheimer Burg verstärkt. Dazu wurde unter anderem auch der Fresekenhof auf der Stadtmauer errichtet. Zusammen mit dem nördlich gelegenen, heute jedoch nicht mehr existierenden „Schüngelschen Burghaus“ sicherte das Gebäude das nach Westen gerichtete Stadttor. Auch am heutigen Gebäude machen etwa Stadtmauerreste noch den ehemaligen Wehrcharakter deutlich.

## Geschichte
Nach dem Übergang der Grafschaft Arnsberg an das Kölner Erzbistum vergab der Landesherr Friedrich III. am 28. August 1377 das Haus zusammen mit Landbesitz an den Burgmann Wilhelm Freyseken. Dieser stammte aus dem Rittergeschlecht von Nihem. Später wurde die Familie Freseken genannt.
Bis ins 16. Jahrhundert blieb das Gebäude in Familienbesitz. Neuer Besitzer wurde Hauptmann Israel, einer der Mitbegründer der Schützenbruderschaft St. Johann Baptist von 1607. Im Jahr 1633 wurde der Fresekenhof von schwedisch-hessischen Truppen zerstört.
Nächster Besitzer wurde Ferdinand Lothar von Bönnighausen, Obrist in Kurkölner Diensten und illegitimer Sohn von Feldmarschall Lothar Dietrich von Bönninghausen. Der neue Besitzer ließ das Gebäude 1688 auf den Grundmauern und unter Verwendung des erhaltenen Gewölbes des Vorgängerbaus neu errichten. In den nächsten drei Generationen blieb der Besitz in der Familie Bönnighausen.
Im Jahr 1699 ging es in den Besitz des Kammerherren und Hofrates Friedrich von Wrede-Lohe über. Ihm folgte 1718 Generalmajor Stephan Christian von Folleville. Nach dessen Tod bewohnte den Fresekenhof seine Witwe, ehe sie 1749 ermordet wurde.
Clemens Lothar Ferdinand von Fürstenberg zu Herdringen erwarb das Gebäude 1766. Damit verbunden waren 208 Morgen Land und das Jagdrecht. Nach 1807 diente das Haus als Witwensitz. Außerdem wurde es zwischen 1802 und 1892 als Gerichtssitz vermietet. Im Jahr 1820 wurde das Wohnhaus im klassizistischen Stil umgestaltet. Nachdem das Gericht ausgezogen war, wurde der Fresekenhof bis 1918 Sitz einer staatlichen Oberförsterei. Nach dem Zweiten Weltkrieg beherbergte es bis 1955 eine Flüchtlingsfamilie, später ein privates Museum und Lagerräume.
Bemühungen des Freiherrn von Fürstenberg um eine Neunutzung etwa als Hotel oder Museum zerschlugen sich mit dem Bau der Bundesautobahn 46 direkt hinter dem Fresekenhof. Im Jahr 1980 beschloss der Rat der Stadt Arnsberg den Ankauf des Gebäudes und die Einrichtung eines Bürgerhauses.

### Heute

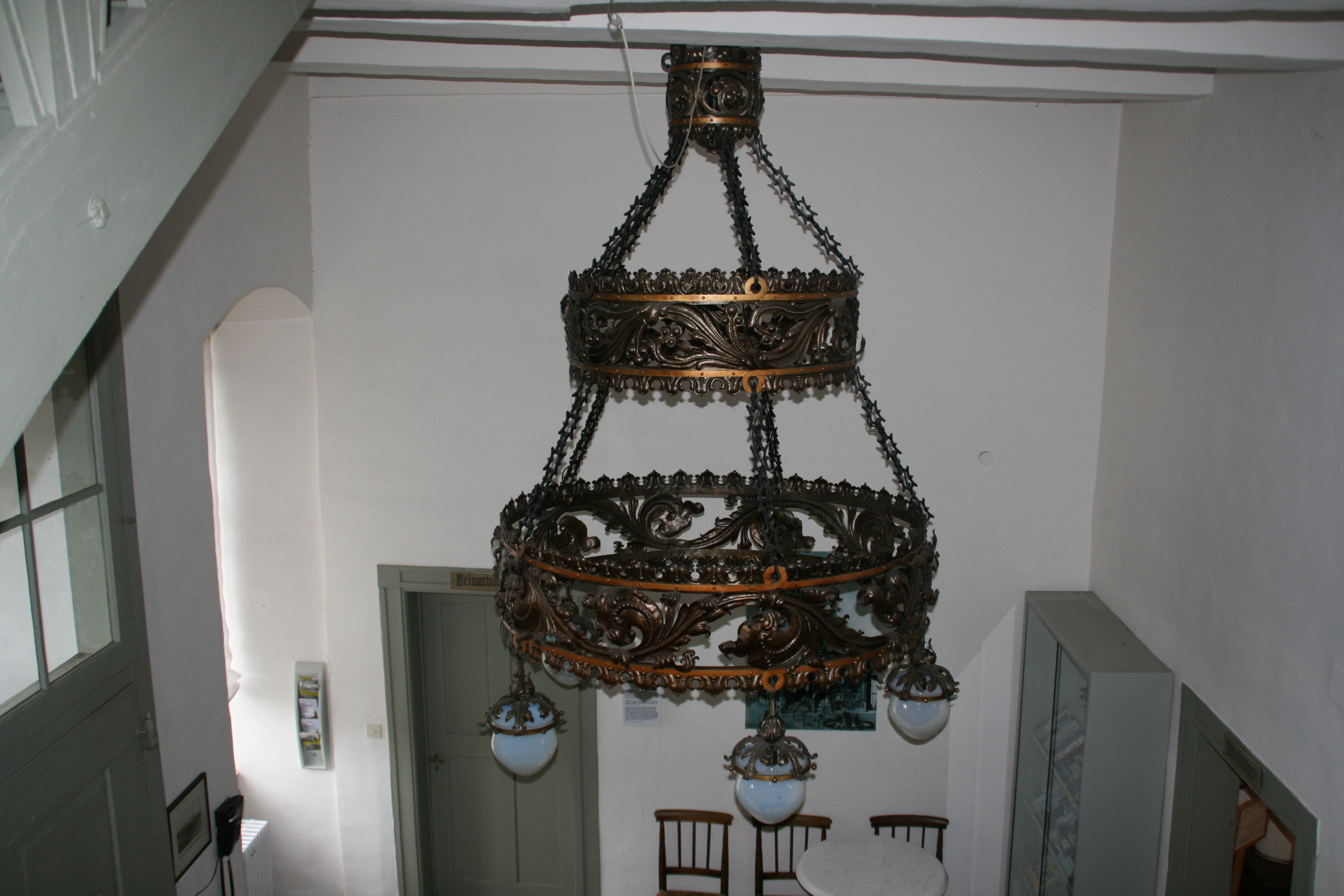
Der Kronleuchter im Treppenhaus

Heute nutzt die Stadt Arnsberg das Kaminzimmer im Gebäude für kleinere Empfänge und als Trauzimmer für standesamtliche Eheschließungen. Markante Details des Zimmers, der ehemaligen Küche des Hofes, sind neben dem Kamin der steinerne Boden vor dem Kamin sowie ein altes steinernes Waschbecken. An zwei Wänden befindet sich eine Galerie der Ehrenbürger von Neheim-Hüsten.
Markantes Accessoire im Treppenhaus ist der Kronleuchter, eine kunstvolle Arbeit mit einem Gewicht von zirka 90 Kilogramm.
Weitere Nutzer des Gebäudes sind die örtliche Schützenbruderschaft, der Jägerverein und der Heimatbund Neheim-Hüsten. Außerdem befindet sich dort eine ständige Ausstellung über Franz Stock.
Auf dem Hof des Burghauses Freseken findet das Vogelschießen zum Schützenfest statt.